# Adámas, Kykladerna
Adámas (Adhámas, Adamantas) är en ort i Grekland. Den ligger i prefekturen Kykladerna och regionen Sydegeiska öarna, i den sydöstra delen av landet, 150 km söder om huvudstaden Aten. Adámas ligger 10 meter över havet och antalet invånare är 1 347.
Terrängen runt Adámas är kuperad söderut, men norrut är den platt. Havet är nära Adámas åt nordväst. Adámas är det största samhället i trakten. 